# 亚历杭德罗·加西亚·卡图尔拉
亚历杭德罗·加西亚·卡图尔拉（西班牙語：Alejandro García Caturla，1906年3月7日—1940年12月12日），古巴作曲家。从小学习小提琴，同时又学习法律。1928年到巴黎师从娜迪亚·布朗热，归国后担任法官，业余作曲。1940年不幸被歹徒暗杀。卡图尔拉的作品以鲜明的民族色彩和现代主义的和声相结合而著称。